# الرابطة الدولية للبرلمانيين المدافعين عن القضية الفلسطينية.
الرابطة الدولية للبرلمانيين المدافعين عن القضية الفلسطينية هي مؤسسة مستقلة غير حكومية تم إنشاؤها على هامش المؤتمر الدولي لدعم الانتفاضة الفلسطينية الذي انعقد في طهران بين 12-15 مايو 2001. وجاء إنشاؤها بناءً على توصية أكثر من خمسين نائبًا حضروا المؤتمر وكانوا ينتمون إلى أكثر من خمس عشرة دولة من عدة قارات في العالم.
وقد تم تشكيل هيئة تأسيسية مؤقتة للرابطة حينها خلال اجتماع عقده النواب المذكورون في إحدى قاعات المؤتمر الجانبية، كما أنتخبوا في هذا الاجتماع أمين عام مؤقت للرابطة هو النائب علي أكبر محتشمي، الذي يشغل أيضاً موقع الأمين العام للمؤتمر الدولي لدعم الانتفاضة الفلسطيني.

## الأهداف
- نصرة القضية الفلسطينية في كل المحافل والدفاع عن كامل حقوق الشعب الفلسطيني.
- دعم ومساندة حق العودة جميع اللاجئين الفلسطينيين إلى أرضهم وديارهم.
- تأييد ومساندة حق الشعب الفلسطيني في تحرير أرضه وتقرير مصيره وإقامة دولته على كامل أرضه وعاصمتها القدس.
- العمل على إنقاذ القدس من الاحتلال، والالتزام بالدفاع عن هويتها العربية والإسلامية في مواجهة مخططات وإجراءات التهويد، وحماية مقدساتها الإسلامية والمسيحية.
- تثبيت وجود الشعب الفلسطيني في أرضه عبر مساندة ودعم مقاومته للاحتلال بكافة أشكالها، وتوفير كل مقومات صموده واستمرار انتفاضته المباركة على ترابه الوطني.
- نشر الوعي العميق والفهم الدقيق حول ما تصفه هذه الرابطة ب"الطبيعة العدوانية الإرهابية والعنصرية لإسرائيل ومخاطره على الأمن والسلم في العالم، وفضح أهدافه التوسعية وممارساته اللاإنسانية وجرائمه ضد المقدسات وضد الشعب الفلسطيني، والعمل لطرد إسرائيل من المؤسسات الدولية."
- إدانة الحروب الأمريكية وتهديداتها للدول العربية والإسلامية بسبب مواقفها من القضية الفلسطينية.
- العمل لتعميم ثقافة مقاومة التطبيع مع الاحتلال الإسرائيلي وثقافة المقاطعة للبضائع الأمريكية والإسرائيلية.
- تبني قضايا الشعب الفلسطيني ووضع حد لمعاناته تحت الاحتلال وفي سجونه والسعي للدفاع عن مصالح الشعب الفلسطيني في الشتات، من ناحية الحقوق المدنية للاجئين في المخيمات.
- كشف المحاولات الإقليمية والدولية الرامية إلى تصفية القضية الفلسطينية والتحذير من خطورة المبادرات المطروحة.
- فضح تعامل كل دولة أو هيئة تقف داعمة لإسرائيل ضد أهداف الشعب الفلسطيني، وفضح هذه الدول ومواقفها ومقاطعتها اقتصاديا.